# G. Stanley Hall
Pour les articles homonymes, voir Hall.

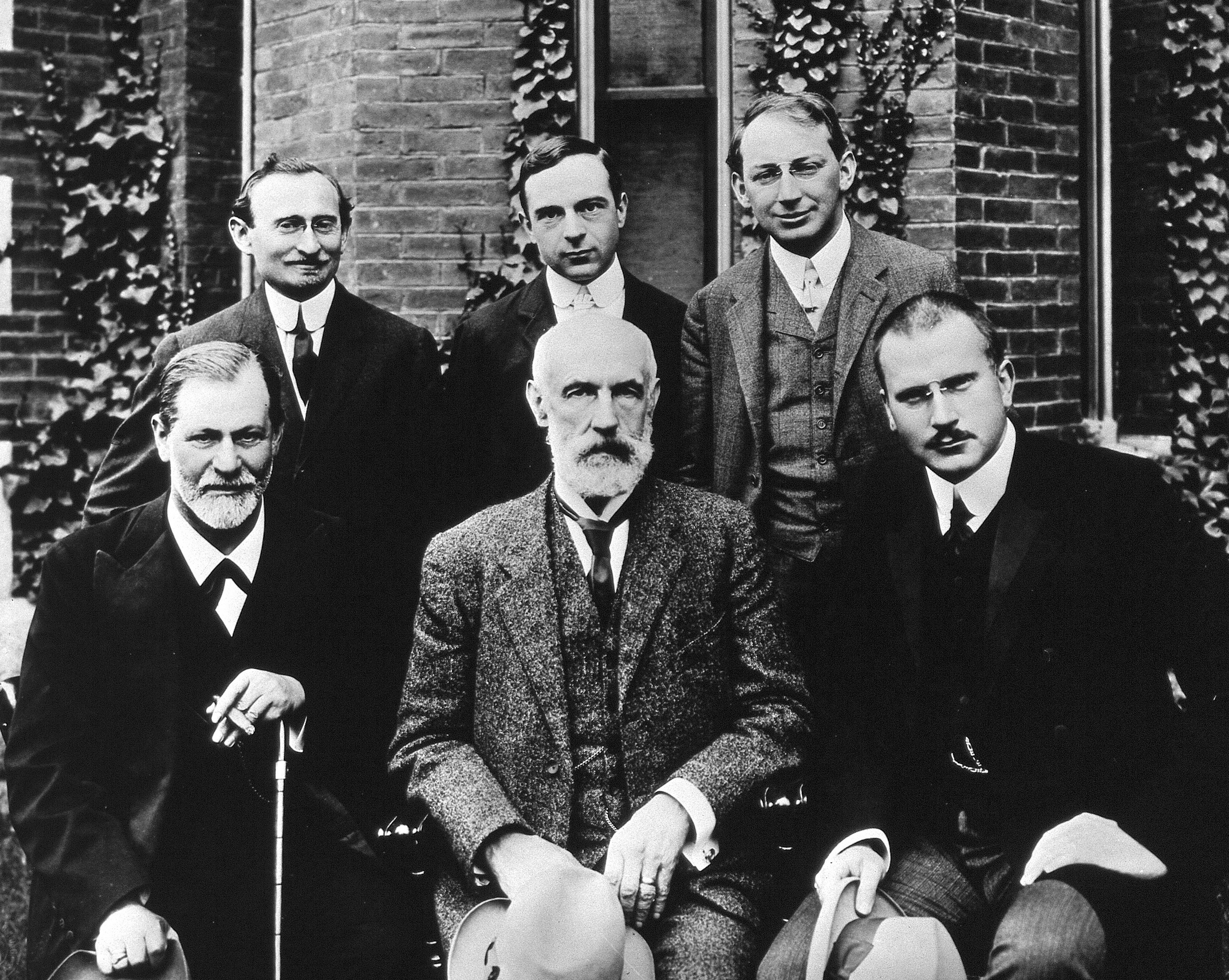
Entre Freud et Jung

Granville Stanley Hall, né le 1er février 1844 ou 1846 à Ashfield et mort le 24 avril 1924 à Worcester, est un philosophe, psychologue et universitaire américain.

## Biographie
Il est l'élève de Wilhelm Wundt dans son laboratoire de psychologie expérimentale de Leipzig. Il est l'un des pionniers de la psychologie expérimentale aux États-Unis où il introduit les méthodes de Wundt. Il fait une thèse sous la direction de William James puis poursuit sa formation par un voyage d'étude en Europe. Il est l'un des pionniers des sondages qu'il avait appris à pratiquer en Europe.
À son retour aux États-Unis, il enseigne à l'université Harvard et la Johns Hopkins University avant de rejoindre l'université Clark où il réalise ensuite l'ensemble de sa carrière universitaire. Il fonde le premier laboratoire de psychologie expérimentale aux États-Unis. Il étudie notamment l'humain à partir des réflexes et le développement des enfants à partir des idées de Haeckel, en particulier sur l'axiome que l’ontogenèse récapitule la phylogenèse. 
Stanley Hall a fait des études extensives dans le domaine de la psychologie de l'enfant. Son étude est l'une des plus célèbres et a trait à ce que savent les enfants à l'entrée de l'école primaire. Elle a participé à l'enrichissement de la base de connaissances sur l'enfant en permettant par exemple de se rendre compte que les enfants ont des conceptions erronées de la réalité.

## Rencontres avec Freud
Il invite Sigmund Freud à donner une série de cinq conférences à la Clark University en 1909. Il devient membre de l'American Psychoanalytic Association fondée en 1911, et en est le président en 1917-1918,. Il s'éloigne progressivement des théories freudiennes, pour se rapprocher d'Alfred Adler.

## Publications
- Aspects of German Culture, 1881
- Hints toward a Select and Descriptive Bibliography of Education, avec John M. Mansfield, 1886,
- The Contents of Children's Minds on Entering School, Princeton Review, 1883, 11, 249-272 .
- Supervised the study Of Peculiar and Exceptional Children by E. W. Bohannon, Fellow in Pedagogy at Clark University (1896)
- A Study of Dolls, 1897
- Confessions of a Psychologist, 1900
- Adolescence, 1907 (Volume 1, Vol.2)
- Spooks and Telepathy, 1908
- Youth: Its Education, Regimen, and Hygiene, 1909
- Introduction to Studies in Spiritism by Amy Tanner, 1910
- Educational Problems, 1911 (Vol.1, Vol.2)
- Jesus, the Christ, in the Light of Psychology, 1917 (Vol.1, Vol.2)
- Founders of Modern Psychology, 1912
- Morale, The Supreme Standard of Life and Conduct, 1920
- Aspects of Child Life and Education, 1921
- Senescence, The Last Half of Life, 1922